# Epipocus flavipes
Epipocus flavipes är en skalbaggsart som beskrevs av Strohecker 1977. Epipocus flavipes ingår i släktet Epipocus och familjen svampbaggar. Inga underarter finns listade i Catalogue of Life.